# Arkadiusz Bachur
Arkadiusz Stefan Bachur (ur. 22 kwietnia 1961 w Gdyni, zm. 30 marca 1995 w Drzonkowie) – instruktor jazdy konnej, jeździec, olimpijczyk.
Na Letnich Igrzyskach Olimpijskich w Barcelonie 1992 zajął 50. miejsce indywidualnie na koniu Chutor w WKKW. Polska drużyna (partnerami byli: Jacek Krukowski, Bogusław Jarecki, Piotr Piasecki) została sklasyfikowana na 9. miejscu.
Pochowany na cmentarzu komunalnym w Sopocie (kwatera H3-6-2a).

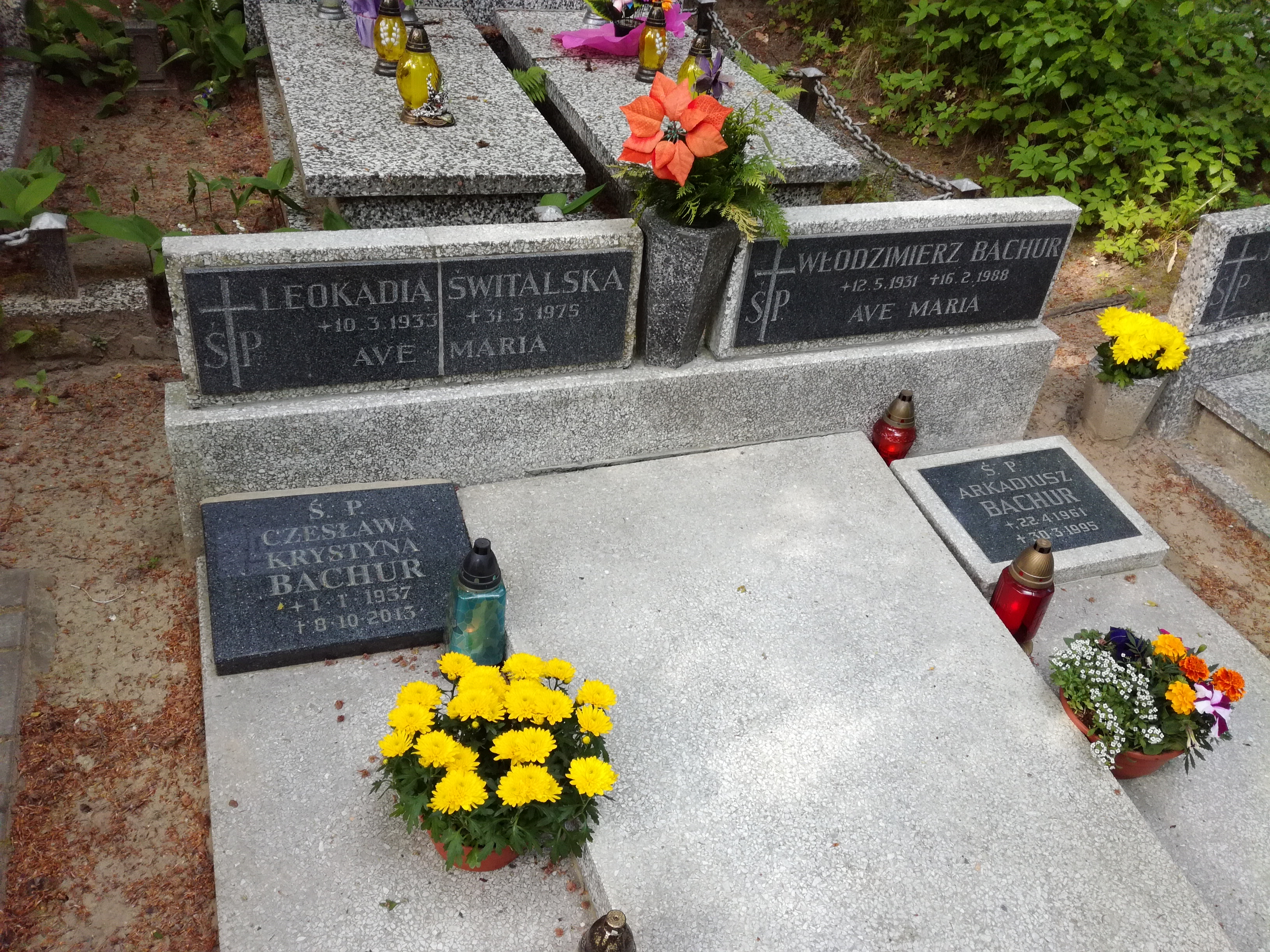
Grób Arkadiusza Bachura na cmentarzu komunalnym w Sopocie